# Association des archivistes français
Pour les articles homonymes, voir AAF.
L’Association des archivistes français (AAF) réunit des archivistes des secteurs public et privé en France. Elle a été créée en 1904 sous le nom d'Association amicale professionnelle des archivistes français. 

## Historique
L'association a longtemps regroupé seulement des conservateurs des Archives nationales et des directeurs d'Archives départementales, tous formés à l'École nationale des chartes et tous fonctionnaires de l'État, dont elle essayait de défendre les intérêts matériels auprès de l'administration. Elle était très liée à la Direction des archives de France, jusqu'à en devenir, à une certaine époque, une sorte de relais officieux.
Ce n'est que dans les années 1970 que l'éventail des services d'archives représentés s'est ouvert avec l'adhésion massive d'archivistes municipaux, puis d'archivistes exerçant dans des organismes de droit privé tels que des entreprises, des syndicats ou des fondations. 
L’association a pris à compter du 23 juin 1969 le titre d’Association des archivistes français. Parallèlement, elle s'est donné des objectifs plus ambitieux que la simple information de ses membres : intervention dans tous les débats publics intéressant les archives, formation permanente du personnel des services d'archives, coopération avec les professions voisines, promotion du métier d'archiviste auprès des pouvoirs publics et de la société.
Elle compte actuellement plus de 1 900 adhérents, individuel ou service, dont les deux tiers environ exercent dans le secteur public et un tiers dans le secteur privé.

## Gouvernance
Les premiers statuts, adoptés lors de la deuxième assemblée générale en 1905, instaurent un bureau composé d'un président, d'un vice-président, d'un secrétaire et d'un trésorier. Ils sont nommés pour 3 ans reconductibles, à l'exception du président qui ne peut faire qu'un mandat.
Le conseil d'administration est créé en 1929, les administrateurs sont élus par les membres lors de l'Assemblée générale. Il est formé de 6 personnes, dont les membres du bureau toujours au nombre de 4.
En 1969, l'association change de nom et également de statuts. La composition du bureau reste inchangé mais le nombre d'administrateurs passe de 6 à 12. La durée du mandat reste à 3 ans. Dix ans plus tard, le conseil d'administrateurs est augmenté à 15 personnes et le bureau peut être complété d'un ou plusieurs membres.

### Présidents
| Période | Période  | Identité                         | Qualité                                                                         |
| ------- | -------- | -------------------------------- | ------------------------------------------------------------------------------- |
| 1904    | 1908     | Auguste Prudhomme                | Archiviste aux Archives départementales de l'Isère                              |
| 1908    | 1912     | Henri Stein                      | Archiviste aux Archives nationales                                              |
| 1912    | 1919     | André Lesort                     | Archiviste aux Archives départementales de Seine-et-Oise                        |
| 1919    | 1921     | Max Bruchet                      | Archiviste aux Archives départementales du Nord                                 |
| 1921    | 1925     | Ferdinand Claudon                | Archiviste aux Archives départementales de la Côte-d'Or                         |
| 1925    | 1928     | Charles Schmidt                  | Archiviste aux Archives nationales                                              |
| 1928    | 1931     | Léonce Celier                    | Archiviste aux Archives nationales                                              |
| 1931    | 1934     | Paul Le Cacheux                  | Archiviste aux Archives départementales de Seine-Inférieure                     |
| 1934    | 1937     | Pierre Caron                     | Archiviste aux Archives nationales                                              |
| 1937    | 1944     | Henri Lemoine                    | Archiviste aux Archives départementales de Seine-et-Oise                        |
| 1944    | 1944     | Georges Bourgin                  | Directeur des Archives nationales                                               |
| 1946    | 1949     | Henri Waquet                     | Archiviste aux Archives départementales du Finistère                            |
| 1949    | 1952     | Guy Duboscq                      | Adjoint au directeur des Archives de France                                     |
| 1952    | 1955     | Pierre Pietresson de Saint-Aubin | Archiviste aux Archives départementales du Nord                                 |
| 1955    | 1958     | Carlo Laroche                    | Archiviste au Ministère de la France d'Outre-Mer                                |
| 1958    | 1961     | Jacques Monicat                  | Archiviste aux Archives nationales                                              |
| 1961    | 1964     | Robert Avezou                    | Archiviste aux Archives départementales de l'Isère                              |
| 1964    | 1967     | François Dousset                 | Adjoint au directeur des Archives de France                                     |
| 1967    | 1970     | Odon de Saint-Blanquat           | Archiviste aux archives municipales de Toulouse                                 |
| 1970    | 1971     | René Gandilhon                   | Archiviste aux Archives départementales de la Marne                             |
| 1971    | 1973     | Françoise Poirier-Coutansais     | Archiviste aux Archives départementales de Maine-et-Loire                       |
| 1973    | 1976     | Étienne Taillemite               | Archiviste aux Archives nationales                                              |
| 1976    | 1979     | Gildas Bernard                   | Archiviste aux Archives départementales du Calvados                             |
| 1979    | 1982     | Henri Charnier                   | Archiviste aux Archives départementales du Loiret                               |
| 1982    | 1985     | Gérard Ermisse                   | Archiviste aux Archives départementales de Seine-et-Marne                       |
| 1985    | 1989     | Rosine Cleyet-Michaud            | Archiviste aux Archives départementales des Alpes-Maritimes                     |
| 1989    | 1991     | Michel Maréchal                  | Archiviste aux Archives départementales de l'Allier                             |
| 1992    | 1994     | Jean-Luc Eichenlaub              | Archiviste aux Archives départementales du Haut-Rhin                            |
| 1995    | 1997     | Jean Le Pottier                  | Archiviste aux Archives départementales de l'Hérault                            |
| 1998    | 2000     | Jacques Portevin                 | Directeur des archives du groupe Saint-Gobain                                   |
| 2001    | 2004     | Élisabeth Verry                  | Directrice des Archives départementales de Maine-et-Loire                       |
| 2004    | 2007     | Henri Zuber                      | Archiviste au Ministère de la Justice puis à la SNCF                            |
| 2007    | 2010     | Christine Martinez               | Responsable des relations internationales à la direction des Archives de France |
| 2010    | 2013     | Xavier de La Selle               | Directeur du Rize                                                               |
| 2013    | 2014     | Jean-Philippe Legois             | Responsable du service Archives et mémoire de la ville de Sevran                |
| 2014    | 2016     | Katell Auguié                    | Responsable du service Gestion de l'information de la ville d'Orvault           |
| 2016    | 2019     | Pierre-Frédéric Brau             | Directeur des Archives départementales de l'Yonne puis du Puy-de-Dôme           |
| 2019    | 2022     | Céline Guyon                     | Coopératrice au sein d’Olkoa et maîtresse de conférences associée à I’ENSSIB    |
| 2022    | 2025     | Louis Faivre d’Arcier            | Directeur des Archives municipales de Lyon                                      |
| 2025    | en cours | Édouard Vasseur                  | Directeur d'études à l'École nationale des Chartes                              |

## Activités

### Groupes régionaux
Une partie des activités de l'Association est faite au sein de groupes régionaux : 
Aquitaine, Bourgogne et Franche-Comté, Bretagne, Centre, Est (Grand-Est), Limousin et Poitou-Charentes, Midi-Pyrénées, Nord-Pas-de-Calais et Picardie, Pays-de-la-Loire, Provence-Alpes-Côtes d’Azur et Corse (interrégion).

### Publications
L'AAF dispose de trois organes d'information : 
- une revue trimestrielle, La Gazette des archives, qui publie des articles de réflexion sur l'archivistique et les actes des colloques et journées d'études organisés par l'association[10] ;
- un bulletin d'information interne, Archivistes ! ;
- un site internet (cf. infra).

L'AAF publie en outre régulièrement des ouvrages de réflexion et de pratique professionnelle.

### Formation
L'Association des archivistes français organise, grâce aux compétences de ses membres, des stages de formation à tous les aspects du métier d'archiviste et de la gestion des archives. 

### Sources
- Les archives de l'association sont conservées aux Archives nationales sous la cote 110 AS[12].